# Trường Trung học phổ thông Trần Hưng Đạo – Thanh Xuân
Trường Trung học phổ thông Trần Hưng Đạo – Thanh Xuân được thành lập vào ngày 10 tháng 10 năm 1993 theo Quyết định số 5315/QĐ-UB của Ủy ban nhân dân thành phố Hà Nội. Đây là trường trung học phổ thông công lập đầu tiên của quận Thanh Xuân.

## Lịch sử
Trường THPT Trần Hưng Đạo được thành lập vào ngày 10 tháng 10 năm 1993 theo quyết định số 5315/QĐ-UB của Ủy ban Nhân dân Thành phố Hà Nội, đây là trường Trung học phổ thông công lập đầu tiên của quận Thanh Xuân. Năm học đầu tiên 1993-1994, toàn trường có tổng số 25 cán bộ, giáo viên, nhân viên, thực hiện nhiệm vụ giáo dục, đào tạo cho 13 lớp của bậc Trung học phổ thông và 03 lớp 6 của bậc Trung học cơ sở với tổng số 768 học sinh. Sau 3 năm số lớp trường có tổng cộng 41 lớp trong đó có 30 lớp bậc Trung học phổ thông. Từ năm học 1998 – 1999, nhà trường chỉ đào tạo duy nhất bậc Trung học phổ thông.Năm học 2018-2019, năm học thứ 25, nhà trường có 83 cán bộ, giáo viên, nhiên viên (trong đó, 31 thầy cô có học vị thạc sĩ) thực hiện nhiệm vụ giáo dục, đào tạo cho 1561 học sinh của 36 lớp hệ Trung học phổ thông (số liệu tính đến 30 tháng 9 năm 2018)
Ngày 18/11/2018, trường THPT Trần Hưng Đạo đã tổ chức lễ kỷ niệm 25 năm ngày thành lập trường và đón nhận Bằng khen của Bộ Giáo dục và Đào Tạo.

### Hội đồng Sư phạm đầu tiên
| NGƯT. Nguyễn Văn Giao | Đoàn Hoài Vĩnh  | NGƯT. Nguyễn Thị Chinh | Hoàng Lệ MInh     | Nguyễn Trọng Sự |
| Vũ Trí Tường          | Trần Trung Hưng | Đoàn Đức Long          | Nguyễn Tường Lân  | Trương Hán Lai  |
| Thạch Quang Nam       | Ngô Doãn Anh    | Tạ Việt Đồng           | Nguyễn Văn Thữc   | Nguyễn Vũ Ưng   |
| Nguyễn Văn Ngọc       | Hoàng văn Bính  | Dướng Đức Thắng        | Nguyễn T Kim Dung | Thái Văn Khoa   |
| Trần Thị Kim Liên     | Đỗ Thị Hiển     | Lê Minh Nguyệt         | Bùi Thanh Hương   | Vũ Hoàng Phố    |

### Đào tạo
Hệ thống lớp học của trường Trung học phổ Thông Trần Hưng Đạo được tổ chức thành: Hệ thống lớp Chất lượng cao và Hệ thống các lớp Đại trà.
Trường nằm trong nhóm đào tạo top giữa của thành phố Hà Nội.

## Thế hệ lãnh đạo nhà trường
| Họ và Tên                      | Vai trò              | Nhiệm kì                |
| ------------------------------ | -------------------- | ----------------------- |
| NGƯT Nguyễn Giao               | Hiệu Trưởng          | 1993-1999               |
| NGƯT Nguyễn Thị Chinh          | Hiệu Phó/Hiệu Trưởng | (1994-1999)/(1999-2008) |
| Nhà giáo Phạm Thị Tâm          | Hiệu Trưởng          | 2008-2018               |
| Nhà giáo Vũ Đình Hà            | Hiệu Trưởng          | 2018 - hiện tại         |
| Nhà giáo Đoàn Hoài Vĩnh        | Hiệu Phó             | 1993-1998               |
| Nhà giáo Lê Hồng Vũ            | Hiệu Phó             | 1998-2003               |
| Nhà giáo Nguyễn Quốc Bình      | Hiệu Phó             | 1999-2002               |
| Nhà giáo Chử Xuân Dũng         | Hiệu Phó             | 2003-2006               |
| Nhà giáo Nguyễn Thị Đoan Trang | Hiệu Phó             | 2002-2010               |
| Nhà giáo Phạm Văn Hoan         | Hiệu Phó             | 2007-2011               |
| Nhà giáo Nguyễn Thị Phương     | Hiệu Phó             | 2008-                   |
| Nhà giáo Đặng Việt Hà          | Hiệu Phó             | 2011-2012               |
| Nhà giáo Hoàng Đình Xuân       | Hiệu Phó             | 2013-2016               |
| Nhà giáo Giang Thị Kim Anh     | Hiệu Phó             | 2018 - hiện tại         |
| Nhà giáo Nguyễn Quang Minh     | Hiệu Phó             | 2018 - hiện tại         |

## Cơ sở vật chất
Trường được xây dựng trong một khuôn viên rộng rãi với diện tích mặt bằng là 25 000m². Trường có khu vực dành cho hoạt động văn hóa, thể thao như: Hội trường lớn, nhà thể chất, sân bóng đá, sân bóng rổ, hệ thống 3 phòng Tin học, 3 phòng thực hành bộ môn Vật lý - Hóa học - Sinh học, 2 phòng chức năng và Hội trường lớn, nhà thể chất....
Năm 2023, ban Quản lý dự án đầu tư xây dựng quận Thanh Xuân, TP. Hà Nội triển khai kế hoạch lựa chọn nhà thầu thực hiện dự án cải tạo, nâng cấp Trường THPT Trần Hưng Đạo, với tổng mức đầu tư 240,821 tỷ đồng. Quy mô Dự án bao gồm các công tác phá dỡ công trình xuống cấp như khối hiệu bộ, khối nhà A, B, nhà đa năng và hội trường; cải tạo lại  và xây mới một số công trình đảm bảo quy mô các phòng học, các phòng bộ môn, phòng chức năng, phòng hiệu bộ và công trình phụ trợ, hệ thống hạ tầng kỹ thuật đồng bộ, hoàn chỉnh. Công trình đã được khởi công vào cuối tháng 11/2023 và đưa vào sử dụng cuối năm 2025.

## Thành tích

### Danh hiệu
- Ngày 29 tháng 2 năm 2012, Sở Giáo dục và Đào tạo Hà Nội trao bằng công nhận Trường Trung học đạt chuẩn Quốc gia.[11]
- Huân chương lao động hạng Ba  (2008)
- Bằng khen của Thủ tướng chính phủ (2006)
- Bằng khen của Bộ Giáo dục và Đào Tạo (2018)[3]

### Các cuộc thi
- Học sinh Nguyễn Trần Vân Khanh đạt giải Khuyến Khích môn Ngữ Văn trong kỳ thi học sinh giỏi quốc gia năm học 2023 - 2024.[12]
- Học sinh Đào Bá Thành, Nguyễn Tú Anh đạt giải Nhất cá nhân nam và nữ tại cuộc thi chung kết Giải chạy Báo Hà Nội mới mở rộng lần thứ 46 - Vì hòa bình quận Thanh Xuân năm 2019 [13]
- Học sinh Hà Lam Khang nhất Tuần tại Đường lên đỉnh Olympia năm thứ 22[14][15][16][17]

## Ngoại khóa
- Học sinh Thủ đô hào hứng với Cuộc thi Vì An toàn giao thông Thủ đô trên internet 2019[18][19]
- hoạt động truyền thông Sức Khỏe Sinh Sản - Giáo dục giới tính.[20]
- Hoạt động tuyên truyền, giáo dục đạo đức, lối sống, phòng chống xâm hại, bạo lực học đường.[21]
- Các hoạt động ngoại khóa, trải nghiệm sáng tạo: tại Mộc Châu – Sơn La (2019)[22],...

## Câu lạc bộ
- Humans of Tran Hung Dao - TX (HoTHD)[23]
- CLB Thanh niên xung kích trường THPT Trần Hưng Đạo - Thanh Xuân[24]
- Bóng rổ Trần Hưng Đạo-TX[cần dẫn nguồn]
- Trần Hưng Đạo FC
- The Sound of Tran Hung Dao
- W.O.S Crew - We Own The Space [25]
- RnS – Rise and Shine
- ECoT - English Club of Tran Hung Dao - Thanh Xuan[26]
- SAR – Shuttle and Racket
- Groove Makers

## Bài hát trường
Bài ca Trường Trần Hưng Đạo

## Tiêu cực

### 2014
Ngày 15/1/2014, sau cuộc họp với các nhân viên hợp đồng, trường này đã quyết định cho 4 lao động nghỉ việc. Sau khi số lao động nêu trên bị chấm dứt hợp đồng, họ khiếu nại quyết định của bà Hiệu trưởng Phạm Thị Tâm. Sau gần một năm các lao động trên đòi quyền lợi, cuối cùng, Lãnh đạo trường đã phải chi 60 triệu đồng tiền đền bù vì phạm luật.
Tháng 1/2014, em Đỗ Hồng Sơn, sinh năm 1997, học sinh lớp 11A5, bị nhà trường buộc thôi học do không có hộ khẩu ở Hà Nội. Ngày 18/2/2014, đích thân em Đỗ Hồng Sơn đã viết tâm thư gửi Chủ tịch nước Trương Tấn Sang bày tỏ nguyện vọng đi học trở lại. Sau đó, trường THPT Dân lập Phan Bội Châu tại Hà Nội đã nhận và tạo điều kiện cho nam sinh tiếp tục học tập.

### 2017
Theo phản ánh của phụ huynh, học sinh phải tới trường ngày 2/1/2017, dù theo quy định các em được nghỉ bù Tết Dương lịch.
Nguyên nhân được cho là ngày 24/12/2016, hiệu trưởng và một số giáo viên đi nghỉ ở Quy Nhơn, Bình Định nên học sinh được nghỉ và phải đi học bù vào ngày 2/1/2017. Nhiều phụ huynh bức xúc vì việc này. Theo phản ánh của phụ huynh, học sinh và giáo viên trường, ngày 2/1/2017 theo quy định, người lao động cả nước được nghỉ làm, nghỉ học bù ngày nghỉ Tết Dương lịch 1/1 nhưng học sinh vẫn phải tới trường.
Buổi học bù cho ngày nghỉ trước đó vào ngày 24/12/2016 vì Hiệu trưởng Phạm Thị Tâm và một số giáo viên bận đi nghỉ mát ở Quy Nhơn, Phú Yên.

### 2018
Đầu năm 2018, một số giáo viên phản ánh về việc trường có những dấu hiệu bất thường trong công tác quản lý, bổ nhiệm, thu chi quỹ phụ huynh học sinh trường, quỹ phụ huynh học sinh lớp không minh bạch, việc thu chi tiền dạy thêm học thêm học sinh, cho học sinh chuyển trường trái quy định. Họ tố cáo hiệu trưởng Phạm Thị Tâm chuyên quyền, thâu tóm quyền lực khi mà bà vừa là bí thư chi bộ kiêm chủ tịch hội đồng Nhà trường và đồng thời cũng là chủ tài khoản của nhà trường. Nhà trường tăng cường thời gian học thêm và đề nghị học sinh mua đồng phục trường trên tinh thần tự nguyện trong các năm học mặc dù học sinh đã có đồng phục. Trường cũng đồng ý cho nhiều học sinh chuyển trường: cứ cuối mỗi học kì I hàng năm, hiệu trưởng ký đồng ý cho khoảng từ 60 đến 80 học sinh lớp 10 chuyển về các trường Trung học phổ thông Kim Liên, Thăng Long, Việt Đức, Nhân Chính, không cần biết các học sinh đó có đủ điều kiện được chuyển hay không. Có những lớp bị chuyển đi từ 10 đến 15 học sinh.
Lộ đề
Năm 2018, một giáo viên dạy Ngữ văn bị một giáo viên dạy Toán tố cáo hai năm liên tiếp "đoán đề" kiểm tra giữa kỳ cho học sinh lớp 11 và lớp 12 trong các năm học 2016-2017 và 2017-2018 với mục đích xây dựng thương hiệu, gián tiếp ép học sinh học thêm. Tuy nhiên, giáo viên này cho biết: "Cô không nằm trong ban ra đề thi và cũng không tổ chức lớp dạy thêm, học thêm nào cả". Sáng ngày 16 tháng 5 năm 2018, Sở Giáo dục và Đào tạo Hà Nội đã lập một tổ công tác về trường để xác minh, làm việc theo phản ánh của giáo viên trường.

## Sự cố
Ngày 16/11/2014, một học sinh nam trong trường bị rơi từ ban công tầng 3 xuống đất. Nguyên nhân dẫn tới vụ tai nạn có thể do học sinh nam này cùng một số bạn học nô đùa ngoài ban công tầng 3, trong lúc sơ ý, đã ngã từ ban công trúng vào cây trước khi tiếp đất. Một lúc sau, học sinh nam này vẫn có thể đứng dậy bình thường dù bị ngã từ khoảng cách cao.